# 山石昌孝
山石 昌孝（やまいし まさたか、1962年6月5日 - ）は、日本の実業家、横浜ゴム代表取締役社長。
2005年には慶應義塾大学大学院経営管理研究科同窓会の副会長を務めていた。2023年に日本自動車タイヤ協会会長に就任。

## 経歴
1986年、早稲田大学教育学部卒業、横浜ゴム入社。1996年、慶應義塾大学大学院経営管理研究科修了。2007年横浜ゴムMD推進室長、2008年同社 GD100推進室長、2010年同社秘書室長を経て、2012年ヨコハマヨーロッパ取締役社長。
2014年、同社執行役員 経営企画本部長代理 兼 タイヤ管掌補佐 兼 経営企画室長 兼 アクティ取締役社長。2015年、同社取締役執行役員 経営企画本部長代理 兼 タイヤ企画本部長 兼 経営企画室長 兼 ヨコハマモータースポーツインターナショナル取締役社長。2016年、同社取締役常務執行役員 タイヤ管掌 兼 経営企画本部長 兼 IT企画本部担当 兼 ヨコハマモータースポーツインターナショナル取締役社長。2017年、同社代表取締役社長。
2024年、同社 会長 兼 CEO（最高経営責任者）に就任。

## 人物
- 2022年5月、週刊文春が山石のパパ活報道を掲載した。記事によると、都内私大に通う30歳以上年下の女性（当時26歳）に色々教えてもらい、そのお礼として、国内外の高級ホテルに宿泊し、そのたびに高額なブランド品を買い与えていると報道された[3]。5、6年前に私大に通う女性が当時働いていた銀座のクラブで知り合い、関係は5年以上に及ぶとされた[3]。週刊文春の取材陣に対して、山石は自身の行為を認め、関係は清算すると話した[3]。